# Uroteuthis singhalensis
Uroteuthis singhalensis är en bläckfiskart som först beskrevs av Ortmann 1891.  Uroteuthis singhalensis ingår i släktet Uroteuthis och familjen kalmarer. Inga underarter finns listade i Catalogue of Life.